# Петро Потоцький (староста снятинський)
Пйотр Потоцький гербу Золота Пилява (пол. Piotr Potocki; 1612 — 1648) — польський шляхтич, військовик, урядник Республіки Обох Націй (Речі Посполитої), меценат.

## Життєпис
Найстарший син генерального старости Поділля Стефана Потоцького та його дружини Марії Амалії Потоцької з Могил. Рідний брат Павела і Яна Потоцьких, шваґро князя Януша Радзивілла.
Після закінчення наук у краю (безсумнівно, у Краківському університеті) мати скерувала його для навчання за кордон на межі 1631—1632 років. З початком 1632 року разом зі своїм вихователем Шимоном Старовольським перебував у Льовені. В Антверпені уклав та виголосив промову на тему: «Ad invictissimum potentissimumque Principem Vladislaum Sigismundum Poloniae et Sveciae Regem oratio gratulatoria», яку пізніше було видано в збірці брата Павела під назвою «Opera omnia…». Пізніше навчався в Падуї (записався 18 жовтня 1632 року), 5 березня 1633 року був обраний асесором від польської нації. 1633 року брав участь у пишному в'їзді Єжи Оссолінського до Риму. З поверненням посольства приїхав додому. 1634 року на чолі своєї корогви перебував на Поділлі (у таборі під Зеленцями, Скалою, Кам'янцем), готувався брати участь у можливій війні з турками. 1635 року через приготування до війни зі шведами перебував як ротмістр компутової гусарської корогви в Пруссії. 1641 року разом з матір'ю вислав драгунів для придушення бунту в Могильниці та інших маєтностях Якуба Понятовського. Користаючи з цього, отримав від Якуба Понятовського боргові зобов'язання на 5500 золотих, які потім той оскаржив (назвав розбоєм). Близько 1642 року став снятинським старостою. 13 червня 1643 року підписав дарчу для монастиря домініканців у Снятині (закрили 1788-го).

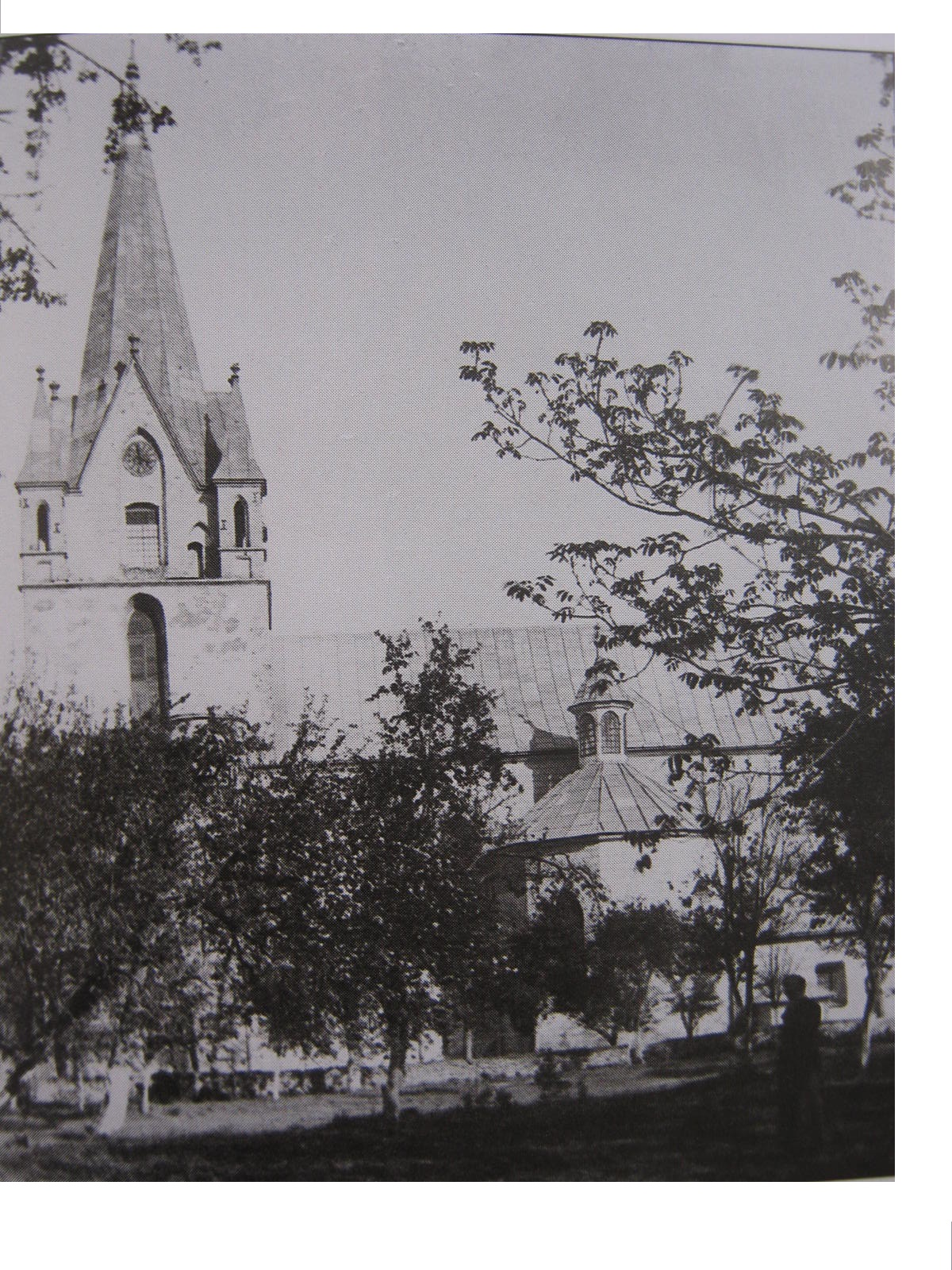
Костел у Золотому Потоці до совітів

30 січня 1644 р. брав участь у битві з татарами під Охматовим, керуючи разом з кузином — кам'янецьким старостою Пйотром Потоцьким стрийовим полком вершників. 1645 року був в Яссах (як посол короля Владислава IV Вази) на весіллі доньки молдавського господаря Василя Лупула Марії (Олени) з колишнім шваґром (чоловіком покійної тоді сестри — ревної католички Катажини) князем Янушем Радзивіллом); вважався пошукувачем руки Розанди Лупу.
1646 року міщани Снятина піднялись на акції протесту через відібрання Пйотром Потоцьким решток вольностей міщан (вислали делегацію до короля зі скаргою на нього та підстаросту Марціна Кобиляньского). Відмовляючись платити податки старості, частина снятинців переселилась на інший берег Пруту, 5 серпня 1646 року під керівництвом Василя Цинти здобули місцеву церкву. Ситуацію змінили волоські драгуни П. Потоцького. Після повернення делегації снятинців з королівським ґлейтом від помсти старости на 6 місяців повстанці 2 листопада оволоділи містом з ратушею. Укладено угоду, за якою замість 1000 золотих на утримання залоги міщани будуть вільними від стацій содатських. Потоцький видержавив маєтності Снятинського староства (згода короля від 11 лютого 1647 року) на чотири роки Янові Левскому (пол. Łewski) за 28000 злотих.
Разом з матір'ю, братами Павелом і Яном доклав коштів та зусиль для будівництва костелу Різдва Найсвятішої Панни Марії і Святого Щепана першого мученика в родинному Золотому Потоці, в якому був похований. Разом з дружиною — донькою кам'янецького каштеляна Міхала Єжи Станіславского — був фундатором костелу і домініканського монастиря в Снятині.
Прожив 35 років, помер у 1648 році.